# Serie A 1948/1949
Soutěžní ročník Serie A 1948/1949 byl 47. ročník nejvyšší italské fotbalové ligy a 17. ročník pod názvem Serie A. Konal se od 19. září 1948 do 12. června 1949 a skončila vítězstvím Turína, který vyhrál již šestý titul, který byl pátý po sobě.
Nejlepším střelcem se stal maďarský fotbalista István Nyers (Inter), který vstřelil v sezoně 26 branek.

## Události

### Před sezonou
Do 2. ligy sestoupili čtyři kluby: Salernitana, Alessandria, Vicenza a Neapol. Nováčci z 2. ligy byla Novara, Padova a Palermo, které se vrátily do Serie A po sedmi, dvanácti a čtrnácti letech a tak celkem bylo již 20 klubů.
Obhájci titulu z Turína se posílili o reprezentanta Československa Schuberta (Slovan Bratislava) a Francie Bongiorniho (Racing Paříž). Jediným velkým odchodem byl Pietro Ferraris (Novara). Díky OH 1948 se do Itálie podařilo nalákat spousta skvělých fotbalistů. Do Juventusu přišel Dán Hansen a do Milána Švéd Nordahl (přišel v Lednu) a první Islandský hráč v Serii A Guðmundsson. Inter se posílil o Nyerse (Stade Français), Amadeie (Řím) a Giovanniniho (Lucchese). Fiorentina koupila Pandolfiniho (SPAL), Cervata (Bolzano) a provedla s Bari výměnu Giuseppe Moro → Leonardo Costagliola. Jediným velkým odchodem byl Gei (Sampdoria. Fotbalovou kariéru ukončil výborný střelec, 40letý Carlo Reguzzoni (Pro Patria).
Další změny byli: Juan Carlos Lorenzo (Boca Juniors → Sampdoria), Amedeo Biavati (Boloňa → Reggina), Bruno Arcari (Boloňa → Reggiana), Ján Chavko (Reggina → Palermo, Emilio Caprile (Legnano → Juventus) a Alfredo Foni (Juventus → Chiasso).

### Během sezony
Dost překvapivě byl začátek sezony vyrovnaný. Do čela tabulky se dostalo Lucchese, které nikoho do 12. kola nepustila. Poté se do vedení dostal obhájce titulu Turín, který se stal zimním mistrem, o dva body lépe něž druhý Janov, který je porazil 0:3. Za nimi byl Inter a Lucchese.
V únoru měl Turín již náskok 6 bodů před Interem. V přímém střetu v Miláně 30. dubna ve 34. kole, uhrál remízu 0:0 a měl náskok 4 bodů. Tento zápas však zůstalo v historii jako poslední zápas šampionátu Grande Torino, které se 3. května zúčastnilo přátelského zápasu proti Benfice v Lisabonu a následujícího dne se na zpáteční cestě stal obětí havárie letadla: 18 hráčů, zaměstnanci býků, posádka a novináři, zemřeli. O tři dny později FIGC vyhlásilo Turín mistry ligy na počest obětí, i když ještě nedosáhli jistoty 1. místa. Poslední čtyři zápasy sehrál tým s juniory proti soupeřům složeným také z juniorů. Itálie a celý svět byly ztrátou šokovány a občané Turína se masově účastnili pohřbů šampionů, kteří se stali legendárními.
Do Serie B sestoupilo Livorno a Modena.

## Účastníci
| Klub       | Město         | Stadion                   | Trenér | Nejlepší střelec                               |
| ---------- | ------------- | ------------------------- | --- | ---------------------------------------------- |
| Atalanta   | Bergamo       | Stadio Comunale           | Ivo Fiorentini (1.–27. kolo) Alberto Citterio (28. kolo) Carlo Carcano                                                                | Edmondo Fabbri, Renato Miglioli (6)            |
| Bari       | Bari          | Stadio della Vittoria     | András Kuttik (1.–4. kolo) Ferenc Plemich (5.–7. kolo) György Sárosi                                                                  | Mihály Vörös (8)                               |
| Boloňa     | Boloňa        | Stadio Comunale           | Tony Cargnelli | István Mike Mayer (21)                         |
| Fiorentina | Florencie     | Stadio Comunale           | Luigi Ferrero | Alberto Galassi (14)                           |
| Janov      | Janov         | Stadio Luigi Ferraris     | Federico Allasio | Juan Carlos Verdeal (11)                       |
| Inter      | Milán         | Stadio San Siro           | David John Astley (1.–23. kolo) Giulio Cappelli + David John Astley                                                                   | István Nyers (26)                              |
| Juventus   | Turín         | Stadio Comunale di Torino | William Chalmers (1.–26. kolo) Teobaldo Depetrini (27.–28. kolo) William Chalmers                                                     | Giampiero Boniperti, John Hansen (15)          |
| Lazio      | Řím           | Stadio Nazionale          | Orlando Tognotti (1.–10. kolo) Mario Sperone                                                                                          | Romano Penzo (12)                              |
| Livorno    | Livorno       | Stadio Comunale           | Mario Magnozzi (1.–9. kolo) Hermann Felsner (10.–27. kolo) Ostilio Capaccioli + Mario Del Cittadino (28.–32. kolo) Ostilio Capaccioli | Carlo Stradella (19)                           |
| Lucchese   | Lucca         | Stadio Porta Elisa        | Giuseppe Viani | Ugo Conti (13)                                 |
| Milán      | Milán         | Stadio San Siro           | Giuseppe Bigogno | Riccardo Carapellese (17)                      |
| Modena     | Modena        | Stadio Comunale           | Alfredo Mazzoni | Francesco Pernigo (10)                         |
| Novara     | Novara        | Stadio Comunale           | Edmondo Mornese (1.–12. kolo) Nereo Marini                                                                                            | Silvio Piola (15)                              |
| Padova     | Padova        | Stadio Silvio Appiani     | Pietro Serantoni | Aldo Checchetti (13)                           |
| Palermo    | Turín         | Stadio La Favorita        | Giovanni Varglien | Aurelio Pavesi De Marco, Pietro De Santis (12) |
| Pro Patria | Busto Arsizio | Stadio Comunale           | Aldo Biffi (1.–7. kolo) Pál Szalay | Angelo Turconi (12)                            |
| Řím        | Řím           | Stadio Nazionale          | Luigi Brunella | Mario Tontodonati (12)                         |
| Sampdoria  | Janov         | Stadio Luigi Ferraris     | Adolfo Baloncieri | Giuseppe Baldini, Renato Gei (15)              |
| Turín      | Turín         | Stadio Filadelfia         | Leslie Lievesley (1.–34. kolo) Oberdan Ussello                                                                                        | Valentino Mazzola (16)                         |
| Triestina  | Terst         | Stadio Comunale           | Nereo Rocco | Bruno Ispiro (15)                              |

## Tabulka
| Poř. | Tým        | Z  | V  | R  | P  | VG | OG | B  |
| ---- | ---------- | -- | -- | -- | -- | -- | -- | -- |
| 1.   | Turín      | 38 | 25 | 10 | 3  | 78 | 34 | 60 |
| 2.   | Inter      | 38 | 22 | 11 | 5  | 85 | 39 | 55 |
| 3.   | Milán      | 38 | 21 | 8  | 9  | 83 | 52 | 50 |
| 4.   | Juventus   | 38 | 18 | 8  | 12 | 64 | 47 | 44 |
| 5.   | Sampdoria  | 38 | 16 | 9  | 13 | 74 | 63 | 41 |
| 6.   | Boloňa     | 38 | 12 | 17 | 9  | 53 | 46 | 41 |
| 7.   | Janov      | 38 | 14 | 12 | 12 | 51 | 51 | 40 |
| 8.   | Lucchese   | 38 | 14 | 10 | 14 | 55 | 55 | 38 |
| 9.   | Triestina  | 38 | 13 | 12 | 13 | 59 | 59 | 38 |
| 10.  | Fiorentina | 38 | 15 | 8  | 15 | 51 | 60 | 38 |
| 11.  | Palermo    | 38 | 14 | 8  | 16 | 57 | 58 | 36 |
| 12.  | Padova     | 38 | 12 | 12 | 14 | 45 | 64 | 36 |
| 13.  | Lazio      | 38 | 11 | 12 | 15 | 60 | 62 | 34 |
| 14.  | Řím        | 38 | 12 | 8  | 18 | 47 | 57 | 32 |
| 15.  | Novara     | 38 | 12 | 7  | 19 | 52 | 74 | 31 |
| 16.  | Atalanta   | 38 | 11 | 9  | 18 | 40 | 58 | 31 |
| 17.  | Pro Patria | 38 | 11 | 8  | 19 | 51 | 61 | 30 |
| 18.  | Bari       | 38 | 10 | 10 | 18 | 30 | 50 | 30 |
| 19.  | Modena     | 38 | 9  | 11 | 18 | 36 | 49 | 29 |
| 20.  | Livorno    | 38 | 9  | 8  | 21 | 39 | 71 | 26 |

Poznámky
- Z = Odehrané zápasy; V = Vítězství; R = Remízy; P = Prohry; VG = Vstřelené góly; OG = Obdržené góly; B = Body
- za výhru 2 body, za remízu 1 bod, za prohru 0 bodů.
- při rovnosti bodů rozhodovalo skóre.

|  | Mistr ligy a účast v Latinském poháru |
|  | Sestup do Serie B                     |

## Statistiky

### Výsledková tabulka
|            | Atalanta | Bari | Boloňa | Fiorentina | Janov | Inter | Juventus | Lazio | Livorno | Lucchese | Milán | Modena | Novara | Padova | Palermo | Pro Patria | Řím | Sampdoria | Turín | Triestina |
| ---------- | -------- | ---- | ------ | ---------- | ----- | ----- | -------- | ----- | ------- | -------- | ----- | ------ | ------ | ------ | ------- | ---------- | --- | --------- | ----- | --------- |
| Atalanta   | –        | 0:2  | 1:1    | 2:1        | 0:0   | 1:2   | 2:4      | 1:1   | 4:2     | 2:2      | 1:1   | 2:0    | 3:1    | 0:1    | 2:1     | 0:1        | 3:0 | 1:5       | 3:2   | 0:1       |
| Bari       | 0:2      | –    | 3:0    | 0:0        | 0:0   | 1:2   | 2:1      | 0:0   | 3:0     | 0:0      | 0:2   | 0:1    | 2:0    | 1:0    | 2:1     | 1:0        | 0:4 | 1:2       | 1:1   | 1:1       |
| Boloňa     | 1:1      | 1:0  | –      | 0:0        | 2:2   | 1:3   | 3:0      | 2:0   | 6:2     | 4:1      | 3:1   | 2:0    | 3:1    | 0:0    | 1:0     | 2:0        | 1:2 | 1:2       | 2:2   | 1:1       |
| Fiorentina | 2:0      | 0:2  | 1:0    | –          | 2:1   | 0:2   | 0:0      | 4:0   | 3:2     | 1:0      | 4:2   | 1:1    | 2:0    | 0:0    | 0:3     | 3:1        | 3:1 | 1:0       | 0:0   | 5:3       |
| Janov      | 2:0      | 2:1  | 0:0    | 4:2        | –     | 4:1   | 2:1      | 1:0   | 3:2     | 0:0      | 1:0   | 1:0    | 0:4    | 7:1    | 1:1     | 0:2        | 1:0 | 0:0       | 3:0   | 5:1       |
| Inter      | 4:0      | 9:1  | 2:2    | 7:1        | 2:1   | –     | 1:1      | 1:0   | 3:1     | 4:0      | 4:4   | 2:0    | 5:0    | 1:1    | 0:0     | 2:1        | 1:0 | 4:2       | 0:0   | 1:1       |
| Juventus   | 1:0      | 1:0  | 2:0    | 3:2        | 2:1   | 0:1   | –        | 4:1   | 2:2     | 2:1      | 1:1   | 0:1    | 4:1    | 6:1    | 3:2     | 4:3        | 0:0 | 5:1       | 1:2   | 2:0       |
| Lazio      | 1:1      | 1:1  | 8:2    | 2:1        | 5:1   | 2:2   | 0:4      | –     | 2:0     | 2:1      | 2:3   | 5:1    | 2:1    | 1:1    | 5:1     | 2:5        | 0:0 | 2:0       | 2:2   | 4:0       |
| Livorno    | 0:2      | 1:0  | 1:1    | 1:1        | 2:2   | 0:2   | 1:3      | 1:1   | –       | 0:0      | 2:1   | 1:0    | 1:0    | 2:2    | 0:2     | 2:0        | 2:1 | 1:0       | 0:2   | 1:0       |
| Lucchese   | 0:1      | 1:1  | 1:1    | 4:0        | 0:0   | 0:0   | 2:1      | 2:1   | 0:1     | –        | 2:2   | 1:0    | 5:1    | 4:0    | 6:2     | 1:0        | 5:1 | 3:1       | 1:1   | 3:1       |
| Milán      | 3:0      | 4:1  | 2:2    | 3:1        | 2:2   | 0:2   | 1:1      | 3:0   | 2:0     | 4:0      | –     | 5:1    | 4:1    | 2:0    | 2:1     | 3:2        | 3:0 | 3:2       | 1:0   | 3:1       |
| Modena     | 2:0      | 0:0  | 0:1    | 1:2        | 2:0   | 2:3   | 2:2      | 2:0   | 0:0     | 4:0      | 0:0   | –      | 1:1    | 0:2    | 4:0     | 1:1        | 2:2 | 2:1       | 0:1   | 0:2       |
| Novara     | 2:0      | 3:1  | 1:1    | 2:0        | 1:2   | 1:1   | 0:0      | 2:2   | 3:1     | 5:2      | 1:2   | 2:1    | –      | 2:1    | 1:0     | 1:1        | 2:1 | 2:3       | 0:2   | 3:0       |
| Padova     | 3:0      | 1:0  | 2:0    | 2:0        | 0:0   | 1:3   | 3:0      | 2:0   | 2:1     | 0:1      | 1:4   | 0:0    | 3:2    | –      | 3:3     | 1:1        | 2:0 | 1:3       | 4:4   | 0:0       |
| Palermo    | 1:2      | 3:0  | 0:0    | 0:2        | 3:0   | 2:1   | 2:0      | 1:0   | 4:2     | 1:3      | 2:1   | 0:0    | 3:0    | 1:0    | –       | 3:1        | 2:1 | 1:1       | 2:2   | 4:0       |
| Pro Patria | 0:0      | 0:1  | 0:3    | 2:4        | 2:1   | 1:1   | 0:1      | 1:2   | 1:0     | 0:2      | 3:2   | 2:0    | 5:0    | 3:0    | 1:0     | –          | 1:1 | 1:4       | 0:1   | 3:1       |
| Řím        | 1:0      | 0:0  | 1:1    | 1:1        | 1:0   | 1:0   | 0:1      | 1:1   | 4:0     | 3:0      | 1:2   | 2:1    | 4:1    | 0:2    | 3:2     | 3:1        | –   | 2:4       | 1:2   | 4:2       |
| Sampdoria  | 4:2      | 2:1  | 1:1    | 2:1        | 5:1   | 0:4   | 2:0      | 2:2   | 3:0     | 5:0      | 2:1   | 1:1    | 1:3    | 0:0    | 2:2     | 4:4        | 2:0 | –         | 2:3   | 1:1       |
| Turín      | 2:0      | 2:0  | 1:0    | 2:0        | 4:0   | 4:2   | 3:1      | 1:0   | 1:0     | 2:1      | 4:1   | 3:1    | 4:0    | 3:1    | 3:0     | 4:1        | 4:0 | 2:1       | –     | 1:1       |
| Triestina  | 1:1      | 2:0  | 1:1    | 4:0        | 0:0   | 2:0   | 1:0      | 4:1   | 5:4     | 1:0      | 1:3   | 1:2    | 1:1    | 9:1    | 3:1     | 0:0        | 2:0 | 3:1       | 1:1   | –         |

### Střelecká listina
| Pořadí | Jméno                | Klub      | Branky |
| ------ | -------------------- | --------- | ------ |
| 1.     | István Nyers         | Inter     | 26     |
| 2.     | Amedeo Amadei        | Inter     | 22     |
| 3.     | István Mike Mayer    | Boloňa    | 21     |
| 4.     | Carlo Stradella      | Livorno   | 19     |
| 5.     | Riccardo Carapellese | Milán     | 17     |
| 6.     | Gunnar Nordahl       | Milán     | 16     |
| 6.     | Valentino Mazzola    | Turín     | 16     |
| 8.     | Giampiero Boniperti  | Juventus  | 15     |
| 8.     | Ugo Conti            | Lucchese  | 15     |
| 8.     | Giuseppe Baldini     | Sampdoria | 15     |
| 8.     | Renato Gei           | Sampdoria | 15     |
| 8.     | John Hansen          | Juventus  | 15     |
| 8.     | Bruno Ispiro         | Triestina | 15     |
| 8.     | Silvio Piola         | Novara    | 15     |

## Vítěz
| Serie A Vítěz pro rok 1948/49 |
| ----------------------------- |
| Turín FC                      |
|                               |